# ETI Elektroelement
ETI Elektroelement d.o.o. je slovensko podjetje s sedežem na Izlakah, ki proizvaja elektrotehnične izdelke in orodje.
Od ustanovitve leta 1950 se je podjetje razvilo v mednarodni koncern z 13 hčerinskimi podjetji v Sloveniji in v drugih evropskih državah, ki zaposluje okoli 2000 delavcev in je prisotno na več kot 60 svetovnih tržiščih. Edini delničar družbe in koncerna je od začetka leta 2017 finančna skupina Andlinger preko svojega podjetja Fuse C.V., Nizozemska